# لیک (ویرجینیای غربی)
لیک (به انگلیسی: Lake) یک منطقهٔ مسکونی در ایالات متحده آمریکا است که در شهرستان لوگان، ویرجینیای غربی واقع شده‌است. لیک ۲۹۲٫۹۲ متر بالاتر از سطح دریا واقع شده‌است.